# Stenderup Sogn (Billund Kommune)
 For alternative betydninger, se Stenderup Sogn. (Se også artikler, som begynder med Stenderup Sogn)
Stenderup Sogn er et sogn i Grene Provsti (Ribe Stift).
Stenderup Kirke blev opført i 1909. I 1979 blev Stenderup Sogn udskilt fra Ansager Sogn, som havde hørt til Øster Horne Herred i Ribe Amt. Ansager sognekommune blev ved kommunalreformen i 1970 delt mellem Ølgod Kommune og Grindsted Kommune, så Grindsted fik den mindste del med byen Stenderup (Stenderup-Krogager). Ved strukturreformen i 2007 indgik Grindsted Kommune i Billund Kommune.
I sognet findes følgende autoriserede stednavne:
- Ballebæk (vandareal)
- Hestkær (bebyggelse)
- Krogager (bebyggelse)
- Nørrebæk (vandareal)
- Nørremark (bebyggelse)
- Stenderup (bebyggelse, ejerlav)
- Søndermark (bebyggelse)